# Based on a T.R.U. Story
Based on a T.R.U. Story é o álbum de estréia do rapper americano 2 Chainz. Foi lançado em 14 de agosto de 2012. Ele estreou em primeiro lugar na Billboard 200, a principal parada musical dos Estados Unidos, vendendo 147 mil cópias na sua primeira semana.

## Faixas
1. "Yuck!" (featuring Lil Wayne) — 4:47
2. "Crack" — 4:32
3. "Dope Peddler" — 3:28
4. "No Lie" (featuring Drake) — 3:57
5. "Birthday Song" (featuring Kanye West) — 5:06
6. "I'm Different" — 3:27
7. "Extremely Blessed" (featuring The-Dream) — 4:05
8. "I Luv Dem Strippers" (featuring Nicki Minaj) — 3:59
9. "Stop Me Now" (featuring Dolla Boy) — 4:37
10. "Money Machine" — 4:43
11. "In Town" (featuring Mike Posner) — 3:26
12. "Ghetto Dreams" (featuring Scarface & John Legend) — 3:43
13. "Wut We Doin?" (featuring Cap1) — 4:25

## Paradas musicais
| Paradas (2012)                                            | Melhor posição |
| --------------------------------------------------------- | -------------- |
| Canadá - Canadian Albums Chart                            | 7              |
| Estados Unidos - Billboard 200                            | 1              |
| Estados Unidos - Billboard R&B/Hip-Hop Albums             | 1              |
| Estados Unidos - Rap Albums                               | 1              |
| Reino Unido - UK R&B Albums (The Official Charts Company) | 31             |